# Абдулхак Чинаси Хисар
Абдулхак Чинаси Хисар (тур. Abdülhak Şinasi Hisar; 14 марта 1887, Стамбул, Османская империя — 3 мая 1963, Стамбул, Турция) — турецкий писатель
, поэт, эссеист, журналист, литературный критик, редактор.

## Биография
С 1898 года учился в средней школе Галатасарая. В 1905 году отправился во Францию, где учился в Школе политических наук (École Libre des Sciences Politiques) в Париже. После провозглашения конституционной монархии в 1908 году вернулся на родину. Работал во французских и немецких компаниях, Османском банке, администрации Реджи, а после 1931 года поселился в Анкаре и работал в Министерстве иностранных дел.
В 1921 году начал писать для газеты «Илери». Зарекомендовал себя как успешный журналист, критик, эссеист и поэт. Сотрудничал с журналами Varlık , Ülkü, Muhit, Ağaç, Türk Yurdu и газетами Milliyet , Hakimiyet-i Milliye (Ulus) и Yeni İstanbul . Под влиянием Мориса Барреса, Анатоля Франса и Марселя Пруста, писал в своеобразном стиле, благодаря чему стал известен в Турции.
В 1948 году переехал в Стамбул. Некоторое время (1954—1957) был главным редактором журнала «Türk Yurdu».
Умер от кровоизлияния в мозг.

## Избранные произведения
- Fahim Bey ve Biz (1941)
- Çamlıca’daki Eniştemiz (1944)
- Ali Nizami Bey’in Alafrangalığı ve Şeyhliği (1952)
- Boğaziçi Mehtapları (1942)
- Boğaziçi Yalıları (1954)
- Geçmiş Zaman Köşkleri (1956)
- Geçmiş Zaman Fıkraları (1958)
- Antoloji: Aşk imiş ….. (1955)
- İstanbul ve Pierre Loti (1958)
- Yahya Kemal’e Veda (1959)
- Ahmet Haşim : Şiiri ve Hayatı (1963)